# Espaço Aberto (programa de televisão)
Espaço Aberto foi um programa de televisão brasileiro que mostra entrevistas, reportagens e debates sobre assuntos que iam dos bastidores da política até o mundo científico. O programa foi exibido diariamente de 1996 até 2015 no canal de televisão por assinatura Globo News.
A partir de 2015, diversos spin-offs foram criados, inicialmente cada uma das especialidades virou um programa de TV.

## Apresentadores
- Alexandre Garcia (Política)
- Chico Pinheiro (Música, extinto em 2006)
- Edney Silvestre (Literatura)
- Miriam Leitão (Economia)

### Apresentadores eventuais
- Carlos Alberto Sardenberg (Economia)
- Flávia Oliveira (Economia)
- Sidney Rezende (Economia)[2]
- Carlos Monforte (Política)
- Cristina Serra (Política)
- Heraldo Pereira (Política)

## Spin-Offs
- Sarau
- GloboNews Ciência e Tecnologia (extinto)
- GloboNews Saúde (extinto)
- GloboNews Política (apresentado por Gerson Camarotti) (extinto)
- GloboNews Literatura (extinto)
- GloboNews Internacional (normalmente apresentado por Marcelo Lins)
- GloboNews Fernando Gabeira (Brasil)
- GloboNews Miriam Leitão (Economia)[3]
- GloboNews Roberto D'Ávila (entrevistas)

### Apresentadores eventuais
- Carlos Alberto Sardenberg (Economia)
- Flávia Oliveira (Economia)
- Giuliana Morrone (Política)